# 普天堡電子楽団
普天堡電子楽団（ポチョンボでんしがくだん）は、1985年に結成された朝鮮民主主義人民共和国（北朝鮮）の音楽ユニット。正式名称は普天堡軽音楽団。

## 概要
金正日の指示により1985年6月4日発足した。
電子楽器を多用し、極めて閉鎖的な体制をとる北朝鮮においては最先端を行く音楽グループであるため、若年層を中心に高い人気を誇った。
結成した事について、YMOの影響があるとも言われている。
ユニット名の「普天堡」は1937年に金日成率いる抗日パルチザン部隊が両江道普天堡の駐在所などを襲撃した「普天堡の戦い」にちなむ。
専属の女性歌手と男性の演奏家・作曲家、指揮者で構成された。
2005年頃より、既存の女性歌手の他に「牡丹峰（モランボン）」、「小白水(ソベクス)」、「銀河水(ウナス)」といった名前の女性重唱組が新たに結成され、オリジナル曲、同楽団のセルフカバー曲、啓蒙期歌謡(日本統治時代の歌謡・歌曲・新民謡)等を録音した。
聯合ニュースは2007年、『普天堡電子楽団の音楽活動が北朝鮮の民族情緒にふさわしくないと保守的な老年層からの批判があり現在は既に活動を中断しメンバーらは事務所に顔を見せているもののほぼ解散同様の状態にある。』と報じた。
2008年に朝鮮新報が同楽団の新たな創作活動について報じており、YouTubeにも新たな歌曲が投稿された。
なお2004年に第152集まで発売して以降、長らくCDのリリースが途絶えていたが、2010年には新作のCDが第182集まで発売され、時を同じくして旺戴山芸術団として旺戴山軽音楽団と合併する形で解散したものと思われる。
メンバーの多くが旺戴山芸術団等他の楽団へ移籍、もしくは後進の指導へと転業した。
長らく動静が伝えられなかったが、2015年3月の連続公演「追憶の歌」、10月の「朝鮮労働党創建70周年慶祝1万名大公演」に普天堡電子楽団として限定的に再結成し出演、歌と演奏を披露した。
また、この楽団は1991年9月に来日し、日本公演が行われている。

## 楽曲
「金日成大元帥万々歳(김일성대원수 만만세)」や「あなたがいなければ祖国もない(당신이 없으면, 조국도 없다)」などの金日成や金正日を称える歌曲、「明けるな平壌の夜よ」などの朝鮮労働党や朝鮮人民軍・政治体制を称える歌曲、「攻撃戦だ」などの軍歌・革命歌謡・労働歌謡のカバー曲などプロパガンダ的な楽曲が非常に多いが、「アリラン」「トラジ」などに代表される朝鮮半島の民謡、「青い山脈」「津軽海峡・冬景色」「アロハ・オエ」「ジングルベル」「恋はみずいろ」など日本や諸外国の歌曲のカバーも手がけている。
1993年に文学芸術総合出版社から出版された「普天堡電子楽団歌集」の歌集目次において楽曲は次のように分類されている。
- 創作された歌
- 再形象した歌（不朽の古典的名作、革命歌謡）
- 映画の歌
- 歌劇の歌
- 民謡

## 演奏形態
曲により異なるが、指揮者が立ちギター・ベースが1～2人ずつ、ドラムが1〜2人、キーボード・ピアノ・エレクトーンなどが5人程度で演奏される。演奏は男性のみで行われていると見られ、コーラスも同時に行う。またメインの歌手の他にコーラス専門で女性が3人程登場することもある。
楽器にはヤマハ・DXシリーズなどの日本製も多く使用されている。

## 主な歌手
- 金光淑（キム・グァンスク、김광숙）　人民俳優、平壌学生少年宮殿芸術創作科声楽指導教員を務めた後、2018年1月死去。
- 金貞女（キム・ジョンニョ、김정녀）　現在金元均名称音楽総合大学平壌第1音楽学院講座長。
- 趙錦花（チョ・グムファ、조금화）　功勲俳優、現在金元均名称音楽総合大学大衆歌謡講座講座長。
- 全恵英（チョン・ヘヨン、전혜영）　人民俳優、現在万景台学生少年宮殿声楽指導教員。
- 玄松月（ヒョン・ソンウォル、현송월）　現在牡丹峰楽団団長。朝鮮労働党中央委員会委員も兼任。
- 尹恵英（ユン・ヘヨン、윤혜영）　現在旺載山芸術団歌手。
- 李景淑(李京淑)（リ・ギョンスク、리경숙）　功勲俳優、現在金元均名称音楽総合大学平壌第2音楽学院講座長。
- 李粉姫(李芬姫)（リ・ブニ、리분희）　功勲俳優。

### 「牡丹峰」重唱組の歌手
普天堡「牡丹峰」（一部「小白水」も）所属の歌手で構成され、主に銀河水管弦楽団の公演に六重唱で出演。2012年1月、ワンジェサン芸術団と合同で総合公演を行う。
- キム・オクチュ（김옥주）現在、牡丹峰楽団所属。
- チョン・スヒャン（정수향）現在、牡丹峰楽団所属。
- キム・ヒャンミ（김향미） 現在、青峰楽団所属。
- キム・ソンシム（김성심） 現在、青峰楽団所属。
- ハン・ソリャン(ソルヒャン)（한설향） 現在、金元均名称音楽総合大学大衆歌謡講座教員。
- リ・オクァ(オクファ)（리옥화） 功勲俳優。現在、牡丹峰楽団所属。

チョン・スヒャンとハン・ソリャンの脱退後、下記の2名が六重唱に加入。
- リ・リュギョン（리류경） 現在、青峰楽団所属。
- リ・ソルジュ(ソルチュ)（李雪主、리설주） 現在、金正恩・朝鮮労働党委員長の夫人（異論もあり）。

## 主な演奏家
下記の氏名・担当楽器は、2015年に行われた芸術公演『追憶の歌』での演奏家紹介より。
North Korean Oldies: Kim Kwang Suk + Pochonbo Elect紹介順
- キム・ムニョク(ムンヒョク)（김문혁）シンセサイザー　功勲俳優、現在血の海歌劇団作曲家。
- クォン・ギョンハク（권경학）シンセサイザー　現在現在金元均名称音楽総合大学平壌第2音楽学院教員。
- チョン・グォン（全権、전권）ピアノ　人民芸術家、その後作曲家に転身、現在旺載山芸術団党秘書。
- リ・ムン（리문）エレクトーン　現在朝鮮人民軍空軍協奏団電子楽団技術指導員。
- カン・チョロ(チョルホ)（강철호）エレクトーン　功勲俳優、旺載山芸術団作曲家を経て、現在万景台学生少年宮殿指導教員。
- パク・ウイヒョン（박의현）エレキギター　現在万寿台芸術劇場音楽演出家。
- ソン・グァン（宋光、송광）エレキギター　功勲俳優、功勲国家合唱団演奏家を経て、現在金星第2中学校教員。
- キム・ヨンイル（김영일） ベース　現在文化省群衆文化局責任部員。
- チェ・ムンチョル（최문철）ドラムス　功勲俳優、現在平壌映画音楽録音所演奏家。
- キム・ヨンス（김연수）指揮者　功勲芸術家、現在朝鮮人民軍空軍協奏団指揮者。

上記以外の演奏家
- キム・ウォニル（김원일） シンセサイザー　人民俳優。未知の理由により除席
- キム・ヘソン（김해성） シンセサイザー　その後作曲家に転身、人民芸術家。
- カン・グムチョル（강금철）エレクトーン
- チェ・ヨンチョル（최영철）エレキギター　功勲俳優。
- キム・ジン（김진） パーカッション　功勲俳優。

## 主な作曲家
- リ・ジョンオ（朝鮮語版）（李鍾旿、리종오） 人民芸術家、労力英雄。2016年11月8日死去。（＊「旿」→日偏に午）
- ク・スンヘ（具勝海、구승해） 人民芸術家、2017年1月24日死去。
- ファン・ジニョン（黄真永、황진영） 人民芸術家、労力英雄、現在牡丹峰楽団副団長。2025年1月24日死去[3]。
- ウ・ジョンヒ（禹正喜、우정희） 人民芸術家、労力英雄、現在牡丹峰楽団創作室室長。
- チョン・グォン（全権、전권） 人民芸術家、現在旺載山芸術団党秘書。
- アン・ジョンホ（安正浩、안정호） 人民芸術家、労力英雄、現在牡丹峰楽団創作室副室長。
- パク・チングク（박진국）
- チャン・リョンシク（朝鮮語版）（張龍植、장룡식） 人民芸術家、主に編曲・指揮を担当。朝鮮国立交響楽団首席指揮者、牡丹峰楽団の幹部（役職不明）を経て現在、功勲国家合唱団団長兼首席指揮者。朝鮮労働党中央委員会候補委員も兼任。
- チョン・ミンチョル（전민철）現在金元均名称音楽総合大学学部長、功勲芸術家。

## 楽曲の視聴・入手方法
朝鮮の声放送で聞くことが出来るほか、CDやカセットテープも発売されている。CDアルバムは1980年代から2004年までにおよそ150集発売されている。
動画投稿サイトにも多数の楽曲が投稿されている。サイト「わが民族同士」や「ネナラ」からもダウンロードが可能である。
朝鮮南半部（大韓民国政府支配地域）では1990年頃から大学生を中心に人気が出始めており、現在では韓国政府から販売許可を得たE&E MEDIAが販売を行っている。

## 日本公演
日本公演が行われた1991年当時は日本・朝鮮間の文化交流が比較的盛んであり、普天堡電子楽団の日本公演もそうした文化交流事業のうちの一つであり、またその中では最大規模のものであった。
公演は日朝文化交流協会が主催で日本放送協会と朝日新聞社の後援で実現し、東京、仙台、広島、北九州、大阪、京都、神戸、姫路で9月17日から10月27日まで行われた。公演の曲目の中には北国の春をはじめとする日本歌曲も多数含まれていた。
ちなみに同楽団は平壌国際空港から成田まで朝鮮民航(現高麗航空)の直航チャーター便で来日しており、来日した歌手は金光淑、全惠英、李京淑、李粉姫、趙錦花の五人であった。また金光淑、全惠英と李粉姫は学生少年芸術団に在籍していた時に、訪日メンバーとしてそれ以前に来日したことがあった。金光淑は電子ギター担当、全恵英は独唱担当、李粉姫は舞踊担当(第二回ピョンヤン学生少年芸術団として)
また、エレクトーン担当のカン・クムチョルは1978年第一回ピョンヤン学生少年芸術団日本公演の団員でアコーディオン演奏者として参加した。